# فابریکاپوجی
فابریکاپوجی یا کارخانهٔ پوجی (به ایتالیایی: FabbricaPoggi)؛ حاصل پروژهٔ بازیابی مقر سابق شرکت پوجی است که پس از جنگ جهانی دوم در بخش مبلمان فعال بود و برخی از مهم‌ترین چهره‌های طراحی ایتالیایی آن دهه‌ها مانند فرانکو آلبینی، ویکو ماجیسترتی، رنتسو پیانو، افرا و توبیا اسکارپا، و مارکو زانوسو در آن برای ایجاد مرکز طراحی، معماری و هنر همکاری داشتند. فابریکاپوجی بخشی از مجموعهٔ موزه‌های طراحی لمبارد است.

## تاریخچه
حداقل از سال ۱۸۹۰ میلادی خانوادهٔ پوجی صاحب یک کارگاه نجاری در پاویا بودند. در دههٔ ۱۹۴۰ میلادی، کارلو پوجی (۱۹۴۹–۱۸۹۶ میلادی) تجارت سنتی خانوادگی را گسترش داد و کارخانه را به یک شرکت واقعی تبدیل کرد که به تدریج به اندازهٔ یک کارخانهٔ واقعی رسید. وارثان کارلو، اتسیو (۱۹۶۲–۱۹۲۸ میلادی) و روبرتو پوجی (۲۰۲۰–۱۹۲۴ میلادی) شرکت را بزرگ کردند و در سال ۱۹۵۳ میلادی کارخانهٔ جدیدی را ساختند که اکنون خانۀ موزه و مرکز طراحی و هنر در حومهٔ شمال شرقی پاویا است.
همچنین در آنجا بود که برادران پوجی شروع به همکاری با بهترین نام‌های طراحی ایتالیایی کردند. همکاری او با فرانکو آلبینی طولانی بود، به طوری که بسیاری از محصولات طراحی شده توسط آلبینی در کارخانۀ پاویا جان گرفتند، مانند صندلی راحتی پی‌تی۱ لوئیزا که در سال ۱۹۵۵ میلادی جایزهٔ پرگار طلا را دریافت کرد. در همان دوره، فرانکا الگ نیز شروع به همکاری با پوجی‌ها کرد و به همراه آلبینی، برخی از مبلمان را برای شرکت پاویا طراحی کردند که وارد تاریخ طراحی ایتالیایی شدند، مانند میز پایه (تی‌ال۲)، میز قهوهٔ تی‌ان۶ چیکونینو. (۱۹۵۳ میلادی)، صندلی راحتی تره پتسی پی‌ال۱۸-پی‌ال۱۹ (۱۹۵۹ میلادی)، قفسهٔ کتاب ال‌بی۷ (۱۹۵۶ میلادی)، تی‌ال۲۲، اس‌چی۲۳ و چی‌ام۲۴ (۱۹۵۸ میلادی).
تماس مستمر با این نمایندگان بزرگ طراحی، برادران پوجی را وادار کرد تا خود را وقف طراحی مبلمان کنند، به طوری که میز را با ساختاری در پروفیل‌های فولادی پی۴ (۱۹۵۸ میلادی)، میز تی‌ال۱۴ (۱۹۵۸ میلادی) ایجاد کردند، در حالی که قبلاً در سال ۱۹۵۷ میلادی آن‌ها یک کمد لباس ماژولار آینده‌نگرانه در حال تولید ساختند که با مدال نقره دیپلم در یازدهمین تری‌یناله دی میلانو اعطاء شد.
همکاری با آلبینی و الگ نیز در دههٔ ۱۹۶۰ میلادی ادامه یافت، زمانی که پوجی‌ها شروع به برقراری روابط با اوگو لاپیترا، ویکو ماجیسترتی، افرا و توبیا اسکارپا، مارکو زانوسو کردند. بر اساس طرح زانوسو، شرکت پاویا مبلمان و اشیایی با مفاهیم بیانی قوی ایجاد کرد، مانند چراغ‌های گلوبو تیسوراتو (کرهٔ زمین بافت‌دار) (۱۹۶۸ میلادی) در متاکریلات مشتق شده از استراکتوراتسیونی تسورالی (ساختارهای بافتی) (۱۹۶۷ میلادی) و کتابخانهٔ مجسمهٔ اونو سول'آلترو (یکی روی دیگری) (۱۹۷۰ میلادی). در حالی که به لطف ویکو ماجیسترتی، پوجی‌ها فناوری‌های جدیدی را برای کار با چوب خم شده توسعه داد، که امکان توسعه صندلی‌های اس‌دی۵۱ گولم (۱۹۶۸ میلادی) و اس‌دی۷۱ باربتیس (۱۹۸۱ میلادی) را فراهم کرد.
برای مدت کوتاهی، رنتسو پیانو بین سال‌های ۱۹۶۸ و ۱۹۷۱ میلادی به کارخانه پاویا رفت و آمد کرد و از طریق تماس‌هایی که با فرانکو آلبینی و مارکو زانوسو داشت به آنجا رفت، اما با این حال، برنامه‌های او برای ایجاد مبلمان مبتنی بر سیستم‌های ماژولار کاربرد پیدا نکرد.
در کنار طراحی و تولید مبلمان، پوجیس در برگزاری رویدادهای بزرگ مانند بخش ایتالیایی در یازدهمین تری‌یناله دی میلانو یا در سال ۱۹۷۳ میلادی که توسط روبرتو پوجی طراحی شده بود، تخصص داشت. بین سال‌های ۱۹۸۰ و ۲۰۰۰ میلادی، مارکو زانوسو، اوگو لا پیترا و مارکو کومولی با روبرتو پوجی همکاری کردند و شرکتی که همیشه در تری‌یناله دی میلانو شرکت می‌کرد، در طراحی مبلمان با اسانس‌های گران‌بها، مانند چوب ماهون، گردو و گل سرخ تخصص داشت. آخرین قطعهٔ مبلمان طراحی شده توسط روبرتو پوجی به سال ۲۰۰۱ میلادی بازمی‌گردد: میز تی‌ال۸۰.

در سال ۲۰۰۵ میلادی، روبرتو پوجی که اکنون در دههٔ هشتاد زندگی خود بود، تمام انواع تولید را متوقف کرد، حتی اگر این شرکت تنها در سال ۲۰۱۰ میلادی فعالیت خود را متوقف کرد. در سال ۲۰۲۲ میلادی، پس از مداخلات طولانی ترمیم و بازسازی، کارخانه به روی عموم بازگشایی شد و میزبان یک مجموعهٔ دائمی (که در آن تمام قطعات ساخته شده توسط شرکت به نمایش گذاشته شده بود)، رویدادهایی در زمینه‌های طراحی، معماری و هنر بود.

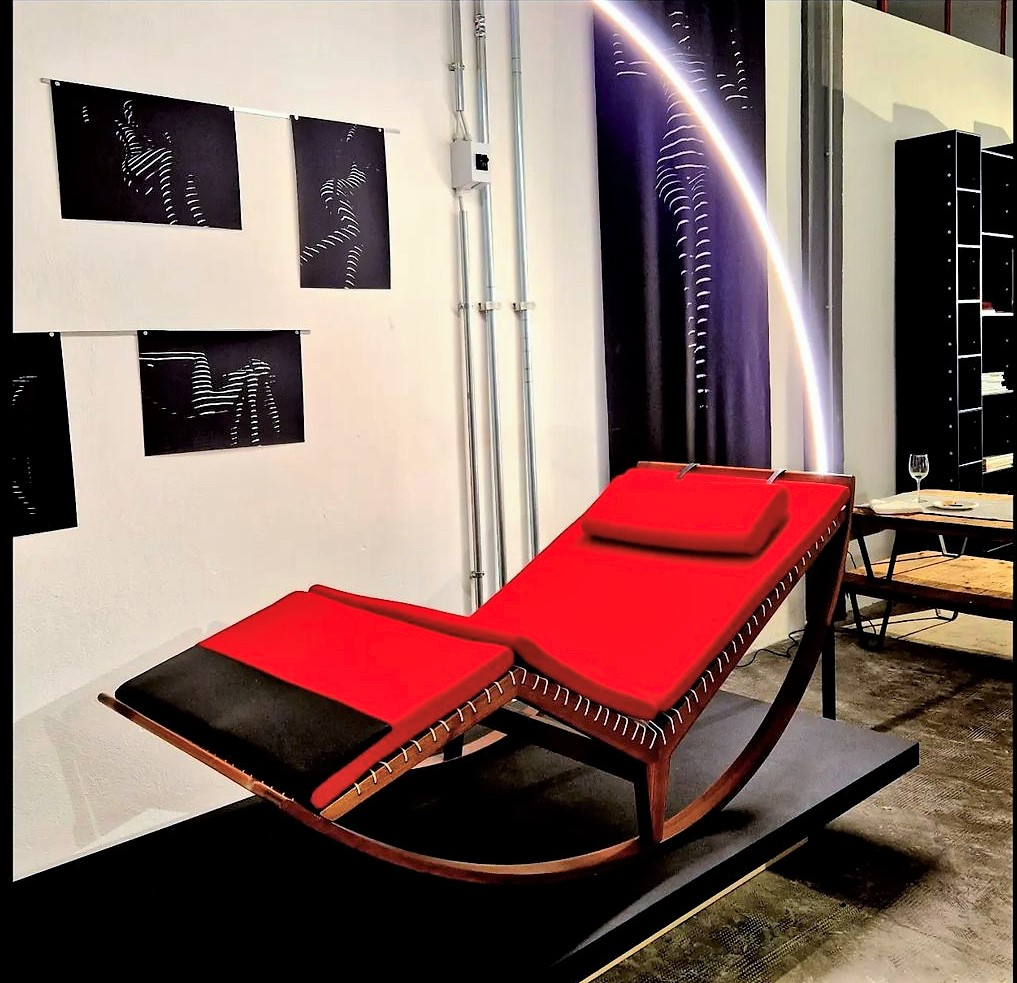
فرانکو آلبینی ، صندلی راحتی پی‌اس۱۶، ۱۹۵۹ میلادی.
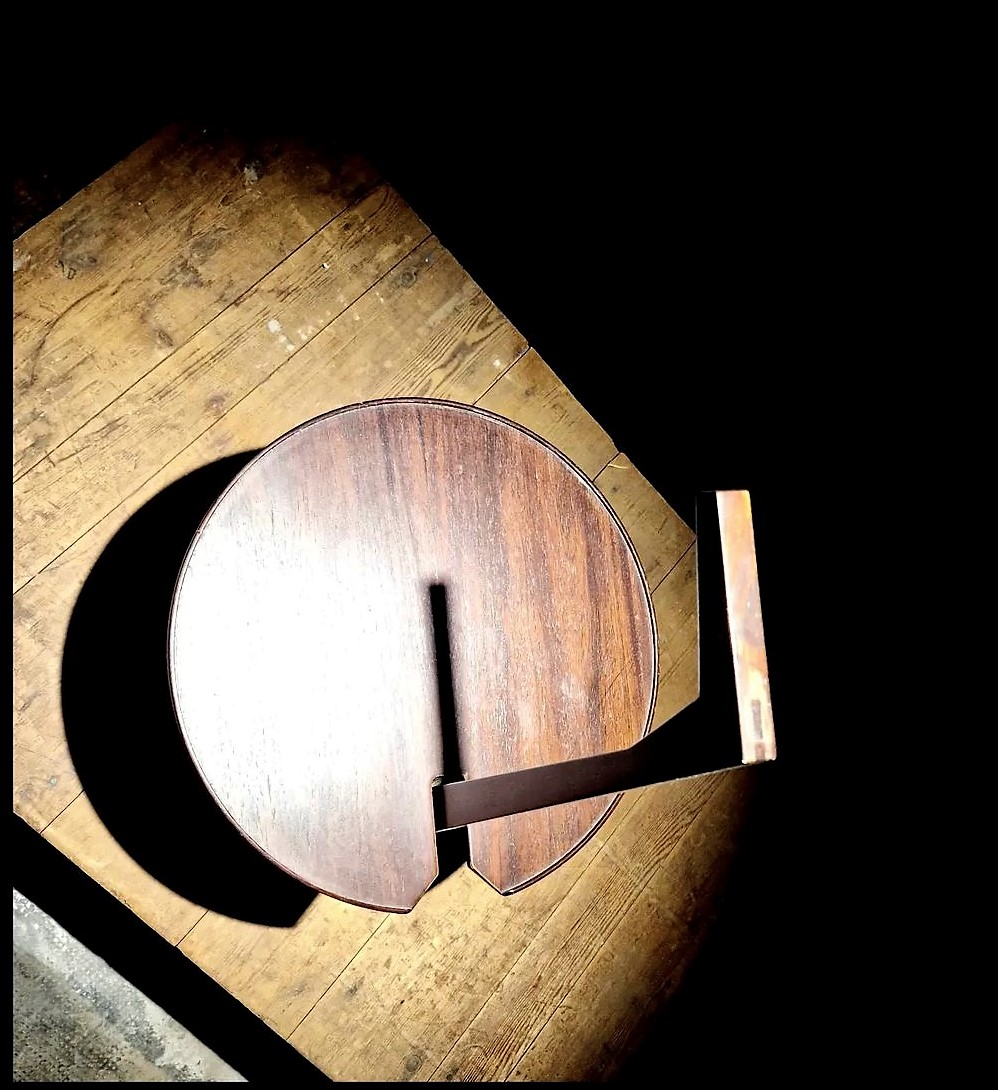
فرانکو آلبینی ، میز قهوۀ تی‌ان۶، ۱۹۵۳ میلادی.
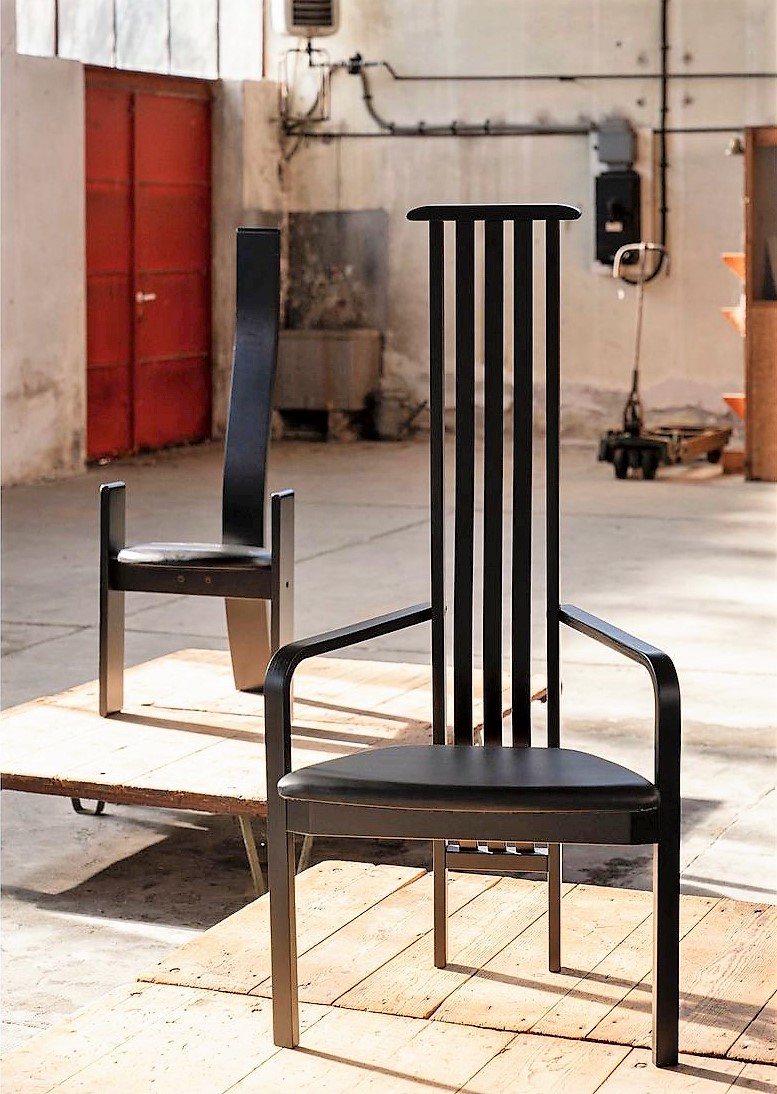
ویکو ماجیسترتی، صندلی اس‌دی۷۱ باربتیس، ۱۹۸۵ میلادی.
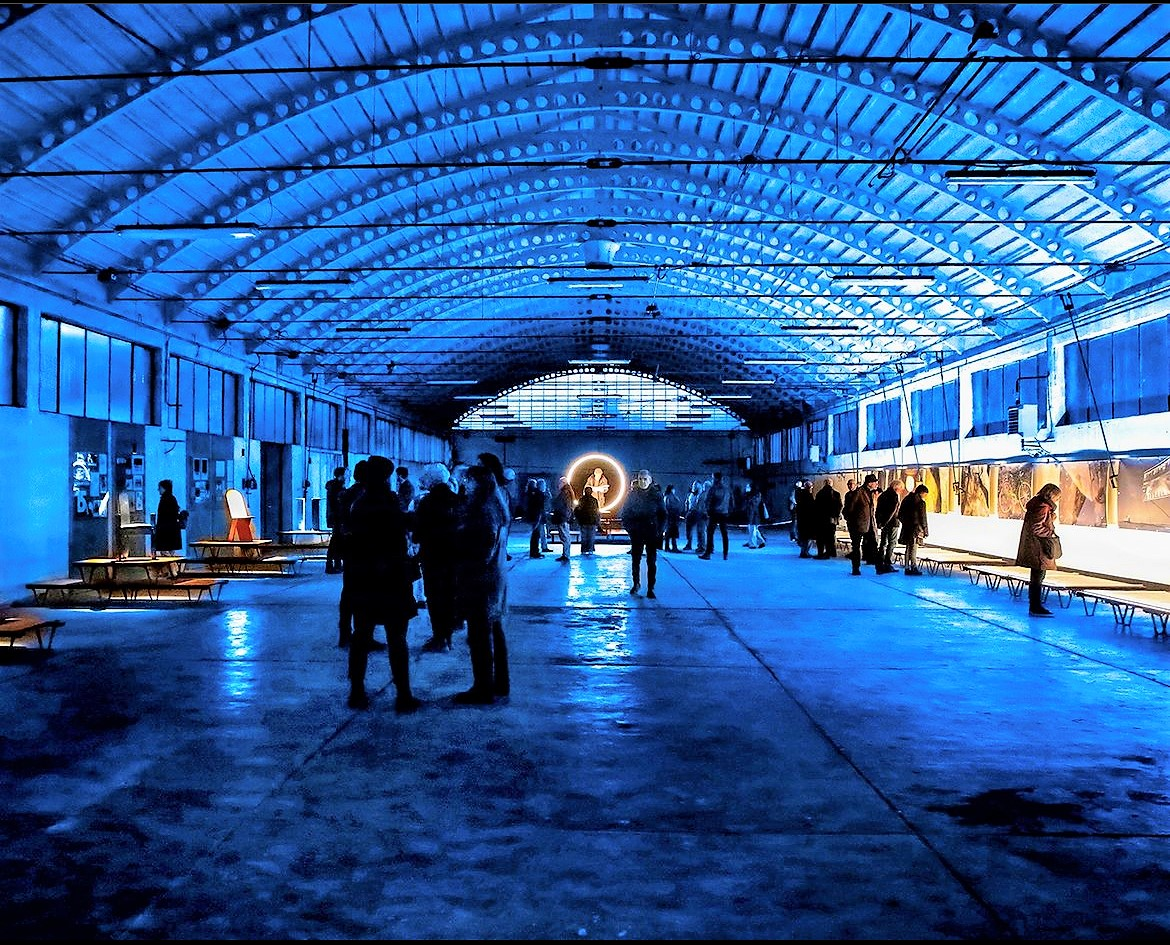
آشیانه.

## توضیحات
فضای مرکزی کارخانهٔ سابق به نمایشگاه دائمی اختصاص دارد که در آن تمام قطعات اصلی ساخته شده توسط شرکت به نمایش گذاشته می‌شود و همچنین نمونه‌های اولیهٔ بسیاری توسط فرانکو آلبینی، فرانکا الگ، اوگو لا پیترا و رنتسو پیانو طراحی شده‌اند که هرگز به تولید نرسیدند. در کنار نمایشگاه دائمی آرشیو تاریخی قرار دارد که نه تنها پروژه‌های تمام محصولات تولید شده، بلکه اسکیس‌ها، طراحی‌ها و یادداشت‌های تمام طراحانی که با پوجیس همکاری می‌کردند و همچنین شفاف‌سازی‌های نقشه‌های اجرا شده به مقیاس ۱:۱ و آرشیو عکاسی را در خود جای داده است. این کتابخانه مجلات طراحی و مجلدات معماری را در بازهٔ زمانی ۲۰۰۰–۱۹۵۰ میلادی جمع‌آوری نموده. سایر بال‌های مجموعه شرکت سابق، میزبان فضاهایی برای نمایشگاه‌ها، نمایشگاه‌ها، سمینارها و عکاسی از جمله آشیانه بزرگی است که در آن تولید مبلمان صورت می‌گرفت.